# Misato Nakamuraová
Misato Nakamura (* 28. dubna 1989 Hačiódži) je japonská zápasnice — judistka, bronzová olympijská medailistka z roku 2008 a 2016.

## Sportovní kariéra
S judem začínala na ve třetí třídě základní školy v Čibě. Pozornost na sebe upoutala v roce 2003 celkovým vítězstvím na turnaji středních škol. V japonské ženské reprezentaci se pohybovala od roku 2005 v superlehké váze do 48 kg, v době kdy si tehdejší hvězda japonské superlehké váhy Rjóko Taniová plnila mateřské povinnosti. Po návratu Taniové v roce 2007 přestoupila do vyšší pololehké váhy do 52 kg. Od roku 2008 se připravuje v profesionálním judistickém týmu pojišťovny Mitsui Sumitomo Insurance (MSI) pod vedením Hisaši Janagisawy a jeho asistentů. V pololehké váze sváděla od počátku nominační boje s Juko Nišidaovou. Olympijskou účast v Pekingu vybojovala i na úkor své týmové kolegyně z MSI Juki Jokosawové. Svoji premiéru na olympijském turnaji však pojala na Japonku nečekaně takticky. V semifinále v zápase se Severokorejkou An Kum-e byla napomínaná a prohrála minimálním rozdílem na koku. V souboji o třetí místo porazila na ippon Jihokorejku Kim Kjong-ok a získala bronzovou olympijskou medaili.
Po olympijských hrách v Pekingu několik let pololehké váze dominovala. V přípravě na sezonu 2011 si však poranila levé koleno a toto zranění se s ní táhlo až do olympijského roku 2012. Účast na olympijské turnaji v Londýně si opět vybojovala na úkor Nišidaové, ale do Londýna nepřijela v optimální formě. Ve druhém kole narazila na svou osudovou soupeřku Severokorejku An Kum-e, která jí hned v úvodu zaskočila technikou tani-otoši za wazari. V polovině zápasu srovnala technikou o-uči-gari za wazari, ale videorozhodčí snížil bodování na juko. V poslední minutě přidala pouze další juko a z turnaje byla předčasně vyřazena.
V roce 2013 se podrobila operaci levého kolena a na tatami se vrátila v roce 2014. V závěru roku 2014 potvrdila návrat na přední příčky ziskem zlaté medaile na asijských hrách a v roce 2015 třetím titulem mistryně světa. V roce 2016 startovala na olympijských hrách v Riu a zopakovala výkon z olympijských her v Pekingu. V semifinále prohrála minimálním rozdílem na šido s Majlindou Kelmendiovou z Kosova v boji o třetí místo porazila domácí Ériku Mirandaovou. Vybojovala druhou bronzovou olympijskou medaili.
Misato Nakamuraová je levoruká judistka, její sportovní kariéru charakterizuje výstavní technika ko-soto-gari, kterou velmi často doplňuje technikami držení (osekomi-waza).

### Vítězství
- 2009 – 3x světový pohár (Hamburg, Moskva, Tokio,)
- 2010 – 2x světový pohár (Paříž, Rio de Janeiro), turnaj mistrů (Suwon)
- 2011 – turnaj mistrů (Baku)
- 2014 – 1x světový pohár (Ťumeň)
- 2016 – turnaj mistrů (Guadalajara)

## Výsledky
| Turnaj            | 2006       | 2007       | 2008           | 2009           | 2010           | 2011           | 2012           | 2013           | 2014           | 2015           | 2016           |
| Turnaj            | 17         | 18         | 19             | 20             | 21             | 22             | 23             | 24             | 25             | 26             | 27             |
| Turnaj            | superlehká | superlehká | pololehká váha | pololehká váha | pololehká váha | pololehká váha | pololehká váha | pololehká váha | pololehká váha | pololehká váha | pololehká váha |
| ----------------- | ---------- | ---------- | -------------- | -------------- | -------------- | -------------- | -------------- | -------------- | -------------- | -------------- | -------------- |
| Olympijské hry    |            |            | 3.             |                |                |                | úč.            |                |                |                | 3.             |
| Mistrovství světa |            | —          |                | 1.             | 2.             | 1.             |                | —              | —              | 1.             |                |
| Asijské hry       | 3.         |            |                |                | 1.             |                |                |                | 1.             |                |                |
| Mistrovství Asie  |            | —          | úč.            | —              |                | —              | —              | —              |                | —              | —              |